# Dudu Pelizzari
Carlos Eduardo Formariz Pelizzari Junior (São Paulo, 29 de abril de 1985), ou simplesmente Dudu Pelizzari, é um ator brasileiro mais conhecido por interpretar Flávio Escobar em Carinha de Anjo e Abner em Reis.

## Carreira
Seu primeiro trabalho na televisão foi em 2006, na décima terceira temporada da soap opera adolescente Malhação, onde se destacou interpretando o personagem Fred.   Em 2007, foi para a Rede Bandeirantes para viver Diego na novela Dance Dance Dance. No ano seguinte, voltou a Rede Globo para participar da novela Negócio da China e no mesmo ano começou o espetáculo teatral Garotos no Rio de Janeiro. Em 2010, Dudu participou da terceira temporada do reality show A Fazenda que é exibido pela Rede Record, na qual acabou ficando em 10.º lugar na competição. Em 2016, Dudu retorna às novelas interpretando o ambicioso Flávio na novela Carinha de Anjo, que foi exibida pelo SBT. Em 2018, Dudu participou da terceira temporada do talent show Dancing Brasil que é exibido pela RecordTV, na qual acabou ficando em 6.º lugar na competição.

## Vida pessoal
Após rumores de estar namorando com Paloma Bernardi, eles assumiram o namoro em 2018.  depois rompeu com Paloma Bernardi. Em janeiro de 2023, ele assumiu o namoro com a atriz Francisca Queiroz com quem trabalhou em Reis.

## Filmografia

### Televisão
| Ano     | Título                      | Personagem                   | Notas                             |
| ------- | --------------------------- | ---------------------------- | --------------------------------- |
| 2005    | Malhação                    | Hugo                         | Episódio: "17 de janeiro de 2005" |
| 2005    | Carandiru, Outras Histórias | Surfista                     | Episódio: "Ezequiel, o azarado"   |
| 2006-07 | Malhação                    | Frederico Bittencourt (Fred) |                                   |
| 2007    | Dance Dance Dance           | Diego Vasconcellos           |                                   |
| 2008    | Negócio da China            | Antônio José Moreira (Tozé)  |                                   |
| 2009    | Descolados                  | Modelo                       | Episódio: "Namorada"              |
| 2010    | A Vida Alheia               | Balu                         | Episódio "O Direito de Cada Um"   |
| 2010    | A Fazenda                   | Participante (10.° lugar)    | Temporada 3                       |
| 2013    | O Negócio                   | Surfista                     | Episódio: "Overbooking"           |
| 2016–18 | Carinha de Anjo             | Flávio Escobar               |                                   |
| 2018    | Dancing Brasil              | Participante (6.° lugar)     | Temporada 3                       |
| 2019    | Jezabel                     | Kaleb                        |                                   |
| 2022-24 | Reis                        | Abiel                        |                                   |
| 2022-24 | Reis                        | Abner                        |                                   |
| 2023-24 | Dom                         | Vandame Santana              |                                   |
| 2024    | A Rainha da Pérsia          | Rei Leônidas                 |                                   |
| 2025    | O Senhor e a Serva          | Caius                        |                                   |
| 2025    | Paulo, o Apóstolo           | Caius                        |                                   |
| 2025    | Ameaça Invisível            | Cristiano Abreu              |                                   |
| 2026    | Dona Beja                   | Beligard                     |                                   |

### Cinema
| Ano  | Filme               | Personagem | Notas          |
| ---- | ------------------- | ---------- | -------------- |
| 2005 | Carandiru           | Ronildo    |                |
| 2008 | Noite Fria          | Christian  | Curta-metragem |
| 2015 | Embarrassment       | Rapaz      | Curta-metragem |
| 2016 | Jasmim Hotel        | Fernando   | Curta-metragem |
| 2017 | Anna                | Roberto    |                |
| 2018 | Minha Vida em Marte | Rodrigo    |                |
| 2023 | TPM! Meu Amor       | Rômulo     |                |

## Teatro
| Ano  | Peça               |
| ---- | ------------------ |
| 2009 | Cyrano             |
| 2010 | Garotos            |
| 2014 | Cacilda            |
| 2015 | O Banquete         |
| 2016 | Vida Útil          |
| 2018 | O Louco e a Camisa |
| 2019 | Hedda Gabler       |